# Sancey-le-Long
Sancey-le-Long era una comuna francesa situada en el departamento de Doubs, de la región de Borgoña-Franco Condado, que el 1 de enero de 2016 fue suprimida al fusionarse con la comuna de Sancey-le-Grand, formando la comuna nueva de Sancey.

## Demografía
| Gráfica de evolución demográfica de Sancey-le-Long entre 1800 y 2013 |
|                                                                      |

Los datos demográficos contemplados en este gráfico de la comuna de Sancey-le-Long se han cogido de 1800 a 1999 de la página francesa EHESS/Cassini, y los demás datos de la página del INSEE.